# Prečec
Prečec is een plaats in de gemeente Brckovljani in de Kroatische provincie Zagreb. De plaats telt 224 inwoners (2001).